# 光谷生物园站
光谷生物园站位于中华人民共和国湖北省武汉市洪山区，是武汉地铁11号线的地铁车站。建设时期名为“生物园站”。

## 车站结构
车站设于高新大道和光谷三路的交叉路口下方，沿高新大道东西向布置。本站为地下两层岛式站台，地下一层为站厅层，地下二层为站台层。车站在高新大道两侧布置有5个出入口。

### 楼层分布
| 地面     | 地面               | 出入口                               |  |  |
| 地下一层 | 站厅               | 售票机、客服中心、武漢通充值、洗手間 |  |  |
| 地下二层 |                    | █ 11号线 往江安路（光谷同济医院）    |  |  |
|          | 岛式站台，左侧开门 |                                      |  |  |
|          |                    | █ 11号线 往葛店南站（光谷四路）      |  |  |

### 車站出口
|                                                 |      |                                                     |
| 出口編號                                        | 設施 | 建議前往的目的地                                    |
| A                                               |      | 高新大道 光谷三路、光谷生物城、武汉生物技术研究中心 |
| B                                               |      | 光谷三路 高新大道、光谷大数据产业基地               |
| C                                               |      | 高新大道 光谷三路                                   |
| D                                               |      | 高新大道 光谷三路、泰然·生物谷·展示中心             |
| E                                               |      | 高新大道 光谷三路、医学健康园                       |
| 注： 設有升降機 \| 設有輪椅升降台 \| 設有洗手間 |      |                                                     |

## 运营信息
- 11号线首末班车时间

### 内部链接
- 武汉地铁车站列表